# Enicospilus erasi
Enicospilus erasi là một loài tò vò trong họ Ichneumonidae.